# Gamle Vagt (Viborg)
Gamle Vagt er en tidligere vagtbygning placeret for enden af Gravene og Vægtertorvet, på Lille Sankt Hansgade 20 i Viborg. Den er opført i år 1805 af bygmester Willads Stilling. Bygningen har været fredet siden 1919.
Bygningen blev bygget som vagtbygning for 2. Jyske Regiment. Vagtfunktionen forsvandt år 1816 da regimentet flyttede fra byen. I 1865 kom 3. Regiment (senere Prinsens Livregiment) til byen og bygningen blev igen benyttet som vagtbygning. Dette fungerede den med indtil 1914. I dag ejer og benytter Viborg Kommune bygningen.